# قلعه کاواگوئه
قلعه کاواگوئه (به ژاپنی: 川越城 Kawagoe-jō) یک قلعه ژاپنی در کاواگوئه، سایتاما در استان سایتاما است.